# Aleksey Nikolayevich Kosygin
Aleksey Nikolayevich Kosygin (tiếng Việt : Cô-sư-ghin ; tiếng Nga: Алексе́й Никола́евич Косы́гин, Aleksey Nikolayevich Kosygin; 21 tháng 1 năm 1904 – 18 tháng 12 năm 1980) là một chính khách Liên Xô thời Chiến tranh Lạnh. 1938 ông là thị trưởng Leningrad (Sankt-Peterburg ngày nay) và 1939 được bầu vào Ủy ban Trung ương Đảng. Từ 1940 cho tới 1946 Chủ tịch Hội đồng Ủy viên Nhân dân CHXHCN Liên bang Nga, và là Thủ tướng Nga từ năm 1943 đến năm 1946. Năm 1948 ông được bầu vào Bộ Chính trị, nhưng lại bị cho ra vào năm 1952, một năm trước cái chết của Stalin.
Năm 1964 khi Khrushchyov bị hạ bệ, ông được chọn làm Chủ tịch Hội đồng Bộ trưởng (Thủ tướng) Liên Xô và giữ chức này đến năm 1980. Ông nghỉ hưu năm 1980 vì lý do sức khỏe và được Nikolai Tikhonov thay thế.